# 奪命總動員
《奪命總動員》（英語：The Long Kiss Goodnight）是一部1996年美國動作驚悚片，由雷尼·哈林執導，沙恩·布莱克編寫劇本，吉娜·黛維絲、山繆·傑克森、派屈克·馬拉海德、克雷格·比爾科、布萊恩·考克斯和大衛·摩斯主演。故事講述了一位失憶教師（戴維絲飾演）在發現一則黑暗陰謀時，受私家偵探（傑克森飾演）的幫助而開始恢復自己的真實身份。
《奪命總動員》由新線影業發行，1996年10月11日在美國上映；全球票房收入達9550萬美元，對比6500萬美元而言可謂失利。電影在影評界口碑以正面居多，並取得部分觀眾的邪典追捧。

## 演員
- 吉娜·黛維絲飾演夏琳·「查莉」·伊麗莎白·巴爾的摩／莎曼珊·肯恩（Charlene "Charly" Elizabeth Baltimore / Samantha Caine）
- 山繆·傑克森飾演米奇·亨尼西（Mitch Henessey）
- 派屈克·馬拉海德（英语：Patrick Malahide）飾演派金斯（Perkins）
- 克雷格·比爾科飾演提摩西（Timothy）
- 布萊恩·考克斯飾演奈森（Nathan）
- 大衛·摩斯飾演路克／戴達羅斯（Luke / Daedalus）
- G·D·史普拉德林（英语：G. D. Spradlin）飾演總統
- 湯姆·阿曼德斯（英语：Tom Amandes）飾演哈爾（Hal）
- 伊芳·齊瑪飾演凱特琳（Caitlin）
- 美琳娜·卡娜卡瑞迪斯（英语：Melina Kanakaredes）飾演特林（Trin）
- 艾倫·諾斯（英语：Alan North）飾演厄爾（Earl）
- 麥特·克拉克（英语：Matt Clark (actor)）飾演克雷格·摩斯（Craig Morse）
- 賴瑞·金飾演他自己

## 延伸閱讀
- Heldman, Caroline; Frankel, Laura Lazarus; Holmes, Jennifer. . Sexualization, Media, and Society（英语：Sexualization, Media, and Society）. April–June 2016, 2 (2): 6. doi:10.1177/2374623815627789 . Pdf （页面存档备份，存于）.

## 外部連結
- 互联网电影数据库（IMDb）上《奪命總動員》的资料（英文）